# 六角精児の呑み鉄本線・日本旅
『六角精児の呑み鉄本線・日本旅』（ろっかくせいじののみてつほんせんにほんたび、通称：呑み鉄本線、呑み鉄）は、NHK BSプレミアム4KとNHK BSで放送されている日本のテレビ番組で、旅・鉄道・紀行番組。俳優でミュージシャンでもある六角精児の初の冠番組でもある。
2015年4月にBSプレミアムで放送開始、2022年春からはBS4Kでの放送も開始した。2023年12月1日のBS1とBSプレミアムの統合に伴い誕生したNHK BS及びBSプレミアム4Kへと移行し、2024年夏現在は、BSプレミアム4Kでの放送が先で本放送、NHK BS（2K）での放送が数日後で再放送という位置づけになっている。年に4 - 5本のペースで放送されている。年末年始には総合テレビなどで集中的に再放送されることもある。

## 概要
鉄道ファンのジャンルとして「乗り鉄」、「撮り鉄」などの言葉は一般的であったが、「呑み鉄」という言葉の知名度を上昇、定着させた番組といえる。
呑み鉄とは、一般的な意味では「酒を飲みながら列車旅を楽しむ」ことだが、この番組ではそれをさらに広げ、列車の中で吞むだけでなく、鉄道の沿線にある地酒の酒蔵巡りや、訪れた地の居酒屋で酒を吞みながら地元の人と語りあうことも含め、呑み鉄と表現している。酒と鉄道、そして音楽を愛する旅人・六角精児が、日本各地のローカル線を1泊2日で一人旅をする。 その土地土地で育まれた日本酒や焼酎、地ビール、時にはワインやウイスキーの酒蔵や蒸留所を訪ね、地酒を（主に試飲で）味わい、列車の中では缶ビールを片手に風景を愛で、時折廃線になった鉄道遺産を訪ねて、哀愁を感じたりする。
民放バラエティー系の鉄道、旅番組にあるような「○千円以内で旅をしろ」や「タクシーはダメ、とことん歩け」など、いわゆるTV的におもしろくするためのルールなどは一切なく、普通の旅人と同じような感覚で、六角精児が好きなところで列車に乗り、好きなところで降り、気の向くままに旅をする。なので鉄道の沿線に見たい場所（主に廃線になった鉄道遺産など）があれば、タクシーやバスなどを積極的に使って訪れている。これは六角精児本人が自動車の運転免許を持っていないために、普段の鉄道旅でもそうしているからである。天気が良く、朗らかな気候で、バスもタクシーもないときにはひたすら歩くこともある。
番組内で使用する音楽へのこだわりが強く、列車走行シーンで使われる音楽はすべて六角精児がセレクトした曲である。カントリーやフォーク、ブルース系のギターサウンドの曲が多いのが特徴。特に番組の初期はライ・クーダーと下田逸郎、そして六角精児バンドが定番だった。列車走行シーンで使われる曲はBGM（バックグラウンドミュージック）というサブ的な扱いではなく、鉄道旅を盛り上げる主役として扱われる。そのため曲がかかっている時には列車の走行音が消されていることも多い。洋楽、邦楽、メジャー、インディーズを問わずそのシーンに合う曲をこだわって使っている。
BGMにこだわりがあるため著作権の問題で長年映像ソフト化されていなかったが、2021年7月に第1作から21作までをコンプリートした7枚組のDVDが発売された。ただし、著作権をクリアできない楽曲（主に洋楽）に関しては別の曲に差し替えられている。2024年7月には第22作から32作までを収録した6枚組のDVDが発売された。
番組名は「呑み鉄本線」だが、旅する路線はJR線の「本線」の他に、「支線」や「私鉄」、「第三セクター」などの路線も多い。基本は、単線・非電化路線が多い。これは六角精児が電車よりも気動車（ディーゼルカー）のエンジン音や振動に、より鉄道旅の旅情を感じるからで、番組のテーマ曲として使われている六角精児バンドの曲も「ディーゼル」である。
ナレーション（番組内では「語り」と表記）は、「好きな俳優は六角精児」という女優でタレントの壇蜜が担当し、比較的出演者の年齢層が高くなりがちな番組を華やかにしている。2023年5月放送の和歌山編、同年9月放送の富山編、同年11月放送の根室本線編は、壇蜜の体調不良による休養のため、NHKアナウンサーの星麻琴が代役でナレーションを務めた。
番組の放送時間は59分だが、2022年3月放送の「がんばれ東北・三陸鉄道を呑む!」と2022年7月放送の「サンライズ&四国の鉄道を呑む!」、2023年7月放送の「全線運転再開記念! 只見線を呑む!」の回は89分で放送された。2024年8月放送の「五能線、津軽鉄道を呑む！」は呑み鉄初の前後編、59分✕2で放送された。
1作目の放送から約8年間は、年4 - 5回の不定期放送で、曜日も時間帯もバラバラで放送されていたので、初回放送を見逃す人が多かったが、2023年4月以降は、BSプレミアムの鉄道番組枠が固定されたため、初回放送は月曜日の夜9時だった。過去回の再放送もその枠で放送されることが多かった。2022年までは本放送の翌月に再放送されることが多かったが、2023年4月からは月曜日に本放送があったあとに、木曜日の午後に再放送、翌火曜日の夜に再々放送されるようになっている。89分のスペシャルの回はこの枠に入らないので、時間帯も曜日も特別編成して、放送されている。2024年からはNHKのBS波が削減された影響もあり、現在はBSプレミアム4Kで木曜21時に初回放送、翌火曜18時にNHK BS（2K）にて放送するようになった。また総合テレビでも深夜や休日午後などに不定期に再放送されている。
2025年2月20日には、放送10周年を記念して角川書店より、初の番組オフィシャルブック「六角精児の呑み鉄本線日本旅」が発売されている。これは初回放送から37回目までの放送の、旅のルート、どの場面でどの曲を使ったか、などを詳細にまとめたものとなっている。またNHKの放送では、NHKなので（宣伝になってはいけないということで）訪れた酒蔵や飲食店の名前は紹介されないが、本ではほぼ全ての酒蔵、飲食店の情報などを公開している。
さらに2025年2月24日にはこちらも番組の放送開始10周年を記念して、東京都のかつしかシンフォニーヒルズ・モーツァルトホールにて　六角精児バンドのコンサートが行われた。収容人数1300人の会場は、六角精児バンドにとっては最もキャパシティの大きな箱となったが、チケットはほぼ即完だった。当日はトークゲストに番組で語りを務める壇蜜を迎えて、和やかな雰囲気で10周年を祝った。

## 出演者
六角精児
1962年（昭和37年）生まれ。酒と鉄道と音楽をこよなく愛するこの番組の唯一の旅人である。劇団扉座の中心俳優として舞台やドラマで活躍する傍ら、ギャンブルに溺れ借金を作ってしまう20〜30代を過ごす。日本全国の競艇場を巡っていたころの移動手段は鉄道であったが、当時は特に鉄道ファンという感じではなかったと言っていた。「ギャンブル以外の趣味を持たなければ身を滅ぼす」と、子どもの頃から好きだった鉄道を改めて趣味にすることを誓い、それ以来、時間ができれば鉄道に乗り、旅をしていた。鉄道の廃線跡にもロマンを感じ、旅した路線の沿線に廃線跡があれば訪れている。音楽への造詣が非常に深く、フォーク、カントリー、ブルーグラスなどの曲をこよなく愛する。俳優業と並行して20代から音楽活動も行っていて「六角精児バンド」を結成し、下北沢を中心に精力的にライブ活動を行っている。オリジナル楽曲の中には六角精児が作詞、作曲を手がける曲もある。2014年に自主制作のアルバム「石ころ人生」を発表。番組のメインテーマとなっている曲「ディーゼル」は「石ころ人生」収録曲である。番組挿入曲として特に人気の高い曲「お父さんが嘘をついた」は六角精児が作詞、作曲を手がけた曲である。2017年にはこの番組がきっかけで尊敬するシンガーソングライターの下田逸郎とコラボレーションしたアルバム「六角精児と下田逸郎 唄物語 緑の匂い」をリリースした。

## スタッフ
- プロデューサー：小池明久、榎戸　剛
- 構成：堀江志津（27〜）、北村のん（1〜26）
- ディレクター：中田一宏
- リサーチ：新井和明、清水達也　ほか
- カメラ：岸正浩、福田良弘 ほか
- 照明：飯島弘明、花村浩、佐藤才輔、三枝誠　ほか
- 音声：ワサンタ・グナティラカ、定別當公理、南部裕保、登上俊　ほか
- 編集：安藤麻衣子、尾身雄紀ほか
- 音響効果：岡重宏 ほか
- デザイン：谷脇もも

## 番組で使用した六角精児おすすめの音楽
- 六角精児バンド：1stアルバム「石ころ人生」より
「ディーゼル」「お父さんが嘘をついた」「愛のさざなみ」「ほんとうの歌」「はやく抱いて」
- 六角精児バンド：2ndアルバム「そのまま生きる」より
「（臨）ディーゼル」「私はオルガン」「人は何で酒を飲むのでしょう」「サヨナラなんて柄じゃない」「何万年」
- 六角精児バンド：3rdアルバム「ともだちのうた」より
「偽weight」「ドンマイ」「どうにかなるさ」
- 六角精児：アルバム「人は人を救えない」より
「各駅停車」「やつらの足音のバラード」「お前の町へ」
- 六角精児と下田逸郎：アルバム「唄物語　緑の匂い」より
「漂々」「緑の匂い」「劇的列車」
- 六角精児と松井玲奈：「花は咲く」（走れ!サンテツバージョン）　※NHKの東北応援番組企画にて非売作品
- 下田逸郎：「漂々」「緑の匂い」「君のも愛」「揺蕩」「たおやかな沈黙」「弓矢のように」「美らフクギの林から」
- ライ・クーダー（Ry Cooder）：「I Got Mine」「Always Lift Him Up」「Strike!」「How Can You Keep Moving」など
- 内田勘太郎：「Keibin」「どうにかなるさ」など
- 濱口祐自：「妙法の夕ぐれ」「Last Rose of Summer」など
- ニッティー・グリッティー・ダート・バンド（Nitty Gritty Dirt Band）：「ミスター・ボージャングルス」など
- シュガーパイ・アンド・ザ・キャンディマン（Sugarpie And The Candymen）：「レディ・マドンナ」など
- ザ・バンド（The Band）：「ザ・ウェイト」（The Weight）
- ウィリー・ネルソン（Willie Nelson）：「オン・ザ・ロード・アゲイン」（ON THE ROAD AGAIN）
- かまやつひろし：「どうにかなるさ」
- 高田恭子：「みんな夢の中」詞／曲：浜口庫之助
- 植木等：「笑えピエロ」詞／曲：浜口庫之助
- 民謡クルセイダーズ：「串本節」
- オクノ修：「とまらない汽車」
- BUZZ：「ケンとメリー〜愛と風のように」
- ベン・ソリー（Ben Sollee）
- ダニエル・マーティン・ムーア（Daniel Martin Moore）
- ギリアン・ウェルチ（Gillian Welch）
- マーク・ノップラー（Mark Knopfler）
- ヘロン（Heron）：「The Magpie’s Song」、「Si Bheag Si Mhor」など
- マリア・マルダー（Maria Muldaur）
- ボブ・ディラン（Bob Dylan）
- ジョニー・キャッシュ（Johnny Cash）

## 放送回リスト（内容詳細）
| 回     | 初回放送                         | サブタイトル                                                            | 六角精児が降りた駅（降りた順） | 旅した路線名 | 訪れた鉄道遺産など | 訪れた酒蔵（最寄り駅） |
| 2015年 | 2015年                           | 2015年                                                                  | 2015年 | 2015年 | 2015年 | 2015年 |
| ------ | -------------------------------- | ----------------------------------------------------------------------- | --- | --- | --- | --- |
| 1      | 4月12日                          | のと鉄道を呑む!                                                         | - 金沢駅（石川県金沢市） - 羽咋駅（石川県羽咋市） - 能登部駅（石川県鹿島郡中能登町） - 七尾駅（石川県七尾市）（1泊） - 和倉温泉駅（石川県七尾市） - 能登中島駅（石川県七尾市） - 西岸駅（石川県七尾市） - 能登鹿島駅（石川県鳳珠郡穴水町） - 穴水駅（石川県鳳珠郡穴水町）（1泊） | - IRいしかわ鉄道（金沢 - 津幡） - 西日本旅客鉄道・七尾線 （津幡 - 和倉温泉） - のと鉄道（和倉温泉 - 穴水） | - のと鉄道の廃線になった区間 （穴水駅 - 蛸島駅）をバスで移動し、 蛸島駅へ | - 数馬酒造（旧・宇出津駅） - 宗玄酒造（旧・恋路駅） |
| 2      | 8月23日                          | 夏・山形鉄道を呑む!                                                     | - 山形駅（山形県山形市） - 高畠駅（山形県東置賜郡高畠町） - 赤湯駅（山形県南陽市） - 西大塚駅（山形県東置賜郡川西町） - 今泉駅（山形県長井市） ※ホームのみ - 長井駅（山形県長井市）（1泊） - 羽前成田駅（山形県長井市） - 白兎駅（山形県長井市） - 荒砥駅（山形県西置賜郡白鷹町） | - 東日本旅客鉄道・奥羽本線 （山形 - 高畠 - 赤湯） - 山形鉄道フラワー長井線（赤湯 - 荒砥） | - 山形交通・高畠線の旧・高畠駅へ徒歩で 行き高畠石で造られた駅舎を見たり、 静態保存されている車両を見る | - 樽平酒造（西大塚） - 鈴木酒造店・長井蔵 （長井） |
| 3      | 12月5日                          | 秋・留萌本線を呑む!                                                     | - 滝川駅（北海道滝川市） - 深川駅（北海道深川市） - 石狩沼田駅（北海道雨竜郡沼田町） - 真布駅（北海道雨竜郡沼田町） - 藤山駅（北海道留萌市） - 留萌駅（北海道留萌市）（1泊） - 峠下駅（北海道留萌市） - 礼受駅（北海道留萌市） - 阿分駅（北海道増毛郡増毛町） - 増毛駅（北海道増毛郡増毛町） | - 北海道旅客鉄道・函館本線 （滝川 - 深川） - 北海道旅客鉄道・留萌本線 （深川 - 増毛） ※留萌 - 増毛間は2016年12月5日に廃線 | - 函館本線の旧線で廃駅になった 神居古潭駅へバスで移動し 静態保存されていたSL3両や駅舎を見る - 翌年、廃止が予定されていた 留萌 - 増毛間をじっくり味わう | - 国稀酒造（増毛） |
| 2016年 |                                  |                                                                         | | | | |
| 4      | 4月9日                           | 春・小湊鉄道、 いすみ鉄道を呑む!                                        | - 五井駅（千葉県市原市） - 上総牛久駅（千葉県市原市） - 里見駅（千葉県市原市） ※ホームのみ - 月崎駅（千葉県市原市） - 久留里駅（千葉県君津市） ※タクシーで訪れた - 養老渓谷駅（千葉県市原市）（1泊） - 上総中野駅（千葉県夷隅郡大多喜町） - 国吉駅（千葉県いすみ市） - 大原駅（千葉県いすみ市） | - 小湊鉄道（五井 - 上総中野） - いすみ鉄道（上総中野 - 大原） | - 国吉駅で保存されている 国鉄キハ30系気動車を見る | - 吉崎酒造（久留里） - 木戸泉酒造（大原） |
| 5      | 8月7日                           | 夏・根室本線 （花咲線）を呑む!                                          | - 釧路駅（北海道釧路市） - 厚岸駅（北海道厚岸郡厚岸町） - 厚床駅（北海道根室市） - 浜中駅（北海道厚岸郡浜中町）（1泊） - 落石駅（北海道根室市） - 根室駅（北海道根室市） | - 北海道旅客鉄道・根室本線 （花咲線）（釧路 - 根室） | - 廃線になったJR標津線・厚床支線の 旧・奥行臼駅へバスで - 別海村営軌道の廃線あとへ | - 碓氷勝三郎商店（根室） |
| 6      | 11月30日                         | 秋・指宿枕崎線を呑む!                                                   | - 鹿児島中央駅（鹿児島県鹿児島市） - 瀬々串駅（鹿児島県鹿児島市） ※ホームのみ - 宮ケ浜駅（鹿児島県指宿市） - 山川駅（鹿児島県指宿市） - 指宿駅（鹿児島県指宿市） （1泊） - 西大山駅（鹿児島県指宿市） - 開聞駅（鹿児島県指宿市） - 枕崎駅（鹿児島県枕崎市） | - 九州旅客鉄道・指宿枕崎線 （鹿児島中央 - 枕崎） | - かつて伊集院駅から枕崎駅までを 結んでいた鹿児島交通枕崎線の 廃線跡がある旧加世田駅跡へバスで | - 大山甚七商店（宮ヶ浜） ※焼酎 - 田村合名会社（山川） ※焼酎 - 薩摩酒造・明治蔵（枕崎） ※焼酎 |
| 2017年 |                                  |                                                                         | | | | |
| 7      | 3月5日                           | 冬・津軽鉄道、 弘南鉄道を呑む!                                          | - 弘前駅（青森県弘前市） - 柏農高校前駅（青森県平川市） - 黒石駅（青森県黒石市） - 五所川原駅（青森県五所川原市） （1泊） - 津軽五所川原駅（青森県五所川原市） - 金木駅（青森県五所川原市） - 芦野公園駅（青森県五所川原市） - 津軽中里駅（青森県北津軽郡中泊町） | - 弘南鉄道・弘南線（弘前 - 黒石） - 東日本旅客鉄道・五能線 （弘前 - 五所川原） - 津軽鉄道（津軽五所川原 - 津軽中里） | - 廃線跡は特になし - 現役では唯一、津軽鉄道と 弘南鉄道を走るラッセル車 国鉄キ1形貨車を見る | - 鳴海醸造店（黒石） |
| 8      | 4月12日                          | 春・島原鉄道を呑む!                                                     | - 諫早駅（長崎県諫早市） - 古部駅（長崎県雲仙市） - 島鉄湯江駅（長崎県島原市） - 島原駅（長崎県島原市）（1泊） - 大三東駅（長崎県島原市） ※ホームのみ - 島原外港駅（長崎県島原市） | - 島原鉄道（諫早 - 島原外港） | - 島原鉄道の廃線になった区間 島原外港 - 加津佐駅間をバスで | - 山崎本店酒造場（島原） |
| 9      | 8月23日                          | 夏・石勝線 （夕張支線）を呑む!                                          | - 千歳駅（北海道千歳市） - 追分駅（北海道勇払郡安平町） ※ホームのみ - 新夕張駅（北海道夕張市） - 清水沢駅（北海道夕張市） - 夕張駅（北海道夕張市） （1泊） - 鹿ノ谷駅（北海道夕張市） - 新得駅（北海道上川郡新得町） | - 北海道旅客鉄道・石勝線（千歳 - 新得） - 北海道旅客鉄道・石勝線 夕張支線 （新夕張 - 夕張） ※夕張支線は2019年4月1日付けで廃止 | - 廃止が予定される夕張支線を堪能 - かつての運炭鉄道、 大夕張鉄道線の廃線跡へタクシーで - 日本三大車窓の一つ、根室本線旧線の 狩勝峠越えを見に行くが、霧で見えず | - 小林酒造 （栗山） |
| 10     | 11月29日                         | 秋・三江線を呑む!                                                       | - 江津駅（島根県江津市） - 川戸駅（島根県江津市） - 潮駅（島根県邑智郡 美郷町） - 石見川本駅（島根県邑智郡 川本町）（1泊） - 宇都井駅（島根県邑智郡邑南町） - 口羽駅（島根県邑智郡邑南町） - 江平駅（島根県邑智郡邑南町） - 作木口駅（島根県邑智郡邑南町） - 三次駅（広島県三次市） | - 西日本旅客鉄道・三江線（江津 - 三次） ※2018年4月1日付けで全線廃線 | - 廃線まで半年を切った三江線を まぶたに焼き付ける旅 | - 池月酒造（宇都井） |
| 2018年 |                                  |                                                                         | | | | |
| 11     | 2月18日                          | 冬・野岩鉄道、 会津鉄道を呑む!                                          | - 鬼怒川温泉駅（栃木県日光市） - 新藤原駅（栃木県日光市） ※ホームのみ - 川治湯元駅（栃木県日光市） - 男鹿高原駅（栃木県日光市） - 会津高原尾瀬口駅 （福島県南会津郡南会津町） - 会津田島駅（福島県南会津郡南会津町）（1泊） - 湯野上温泉駅（福島県南会津郡下郷町） - 西若松駅（福島県会津若松市） | - 東武鉄道鬼怒川線 （鬼怒川温泉 - 新藤原） - 野岩鉄道（新藤原 - 会津高原尾瀬口） - 会津鉄道（会津高原尾瀬口 - 西若松） | - 廃線跡は特になし - 東京から最も近い秘境駅 男鹿高原駅を楽しむ | - 国権酒造（会津田島） - 宮泉銘醸（会津若松） - 鶴乃江酒造（会津若松） |
| 12     | 4月28日                          | 春・予土線、 土佐くろしお鉄道を呑む!                                    | - 宇和島駅（愛媛県宇和島市） - 江川崎駅（高知県四万十市） - 半家駅（高知県四万十市） - 土佐大正駅（高知県高岡郡四万十町） - 窪川駅（高知県高岡郡四万十町） （1泊） - 佐賀公園駅（高知県幡多郡黒潮町） - 中村駅（高知県四万十市） - 宿毛駅（高知県宿毛市） | - 四国旅客鉄道・予土線（宇和島 - 窪川） - 土佐くろしお鉄道・ 中村線、 宿毛線（窪川 - 宿毛） | - 廃線跡は特になし 四万十川の絶景を愉しむ | - 無手無冠（土佐大正）※焼酎 - 文本酒造（窪川） |
| 13     | 8月18日                          | 夏・釧網本線を呑む!                                                     | - 網走駅（北海道網走市） - 止別駅（北海道斜里郡小清水町） - 知床斜里駅（北海道斜里郡斜里町） - 清里町駅（北海道斜里郡清里町） - 川湯温泉駅（北海道川上郡 弟子屈町）（1泊） - 釧路湿原駅（北海道釧路郡釧路町） - 標茶駅（北海道川上郡標茶町） - 東釧路駅（北海道釧路市） - 春採駅（北海道釧路市） | - 北海道旅客鉄道・釧網本線 （網走 - 東釧路） - 太平洋石炭販売輸送 臨港線 ※2019年3月末をもって廃止 | - 国鉄・根北線の使われなかった橋、 越川橋梁へタクシーで - 日本最後の運炭路線 太平洋石炭販売輸送・臨港線の 春採駅へ徒歩で | - 清里焼酎醸造所 （清里町） ※焼酎 - 福司酒造（釧路） |
| 14     | 12月1日                          | 秋・天竜浜名湖鉄道 を呑む!                                              | - 掛川駅（静岡県掛川市） - 桜木駅（静岡県掛川市） - 遠江一宮駅（静岡県周智郡森町） - 天竜二俣駅（静岡県浜松市）（1泊） - 宮口駅（静岡県浜松市） - 寸座駅（静岡県浜松市） - 浜名湖佐久米駅（静岡県浜松市） - 新所原駅（静岡県湖西市） | - 天竜浜名湖鉄道（掛川 - 新所原） | - 天浜線の前身、国鉄二俣線時代から 残る転車台などを見学 - 未成線だった国鉄・佐久間線の 使用されなかったトンネルへタクシーで | - 国香酒造（遠江一宮） - 花の舞酒造（宮口） |
| 2019年 |                                  |                                                                         | | | | |
| 15     | 2月23日                          | 冬・肥薩線・ くま川鉄道を呑む!                                          | - 八代駅（熊本県八代市） - 人吉駅（熊本県人吉市） - 人吉温泉駅（熊本県人吉市） - あさぎり駅（熊本県球磨郡あさぎり町） - 湯前駅（熊本県球磨郡湯前町） - 人吉駅（1泊） - 吉松駅（鹿児島県姶良郡湧水町） ※ホームのみ - 大隅横川駅（鹿児島県霧島市） - 隼人駅（鹿児島県霧島市） | - 九州旅客鉄道・肥薩線 （八代 - 人吉 - 隼人） - くま川鉄道 （人吉温泉駅 - 湯前） | - 廃線跡はないが、肥薩線の山線の スイッチバック、ループなどを堪能 - 日本三大車窓の一つ、 矢岳越え（宮崎県えびの市）の絶景を見る | - 松の泉酒造（あさぎり）※焼酎 - 高田酒造場（あさぎり）※焼酎 - 松下醸造場（湯前）※焼酎 - 大石酒造場（湯前）※焼酎 - 寿福酒造場（人吉）※焼酎 - 繊月酒造（人吉）※焼酎                                               |
| 16     | 5月18日                          | 春・九頭竜線、 長良川鉄道を呑む!                                        | - 福井駅（福井県福井市） - 越前大野駅（福井県大野市） - 九頭竜湖駅（福井県大野市） - 美濃白鳥駅（岐阜県郡上市） - 北濃駅（岐阜県郡上市） - 郡上八幡駅（岐阜県郡上市）（1泊） - 美濃市駅（岐阜県美濃市） - 美濃太田駅（岐阜県美濃加茂市） | - 西日本旅客鉄道・越美北線 九頭竜線（福井 - 九頭竜湖） - 長良川鉄道（北濃 - 美濃太田） ※かつての越美南線 | - 廃線になった名古屋鉄道・ 美濃町線の美濃駅へ徒歩で | - 南部酒造場（越前大野） - 布屋 原酒造場（美濃白鳥） - 小坂酒造場（美濃市） |
| 17     | 8月24日                          | 夏・石北本線を呑む!                                                     | - 新旭川駅（北海道旭川市） - 上川駅（北海道上川郡上川町） - 丸瀬布駅（北海道紋別郡遠軽町） - 遠軽駅（北海道紋別郡遠軽町） （1泊） - 北見駅（北海道北見市） - 網走駅（北海道網走市） | - 北海道旅客鉄道・石北本線 （新旭川 - 網走） | - 廃線になった国鉄・士幌線、 第五音更川橋梁、幌加駅、 タウシュベツ川橋梁へタクシーで - 動態保存されている森林鉄道の SL「雨宮21号」を見に 丸瀬布いこいの森まで市営バスで - 廃線になった国鉄・ 名寄本線の鉄道跡を徒歩で - 廃線になったふるさと銀河線の 鉄道跡を徒歩で | - 上川大雪酒造・ 緑丘蔵（上川） - オホーツクビアファクトリー （北見） |
| 18     | 12月18日                         | 秋・近江鉄道、 信楽高原鐵道を呑む!                                      | - 米原駅（滋賀県米原市） - 彦根駅（滋賀県彦根市） - 五箇荘駅（滋賀県東近江市） - 八日市駅（滋賀県東近江市） - 新八日市駅（滋賀県東近江市） - 近江八幡駅（滋賀県近江八幡市） （1泊） - 水口城南駅（滋賀県甲賀市） - 貴生川駅（滋賀県甲賀市） - 信楽駅（滋賀県甲賀市） | - 近江鉄道 （米原 - 貴生川、八日市 - 近江八幡） - 信楽高原鐵道（貴生川 - 信楽） | - 彦根駅で近江鉄道の車両区へ 西武401系電車を改造した 近江鉄道800系電車を見る - 大正時代に作られた 電気機関車ED31形を見る | - 中澤酒造（五個荘駅） - ヒトミワイナリー（八日市） ※ワイン - 美冨久酒造（水口城南駅） |
| 2020年 |                                  |                                                                         | | | | |
| 19     | 2月12日                          | 冬・日南線を呑む!                                                       | - 宮崎駅（宮崎県宮崎市） - 南宮崎駅（宮崎県宮崎市） - 小内海駅（宮崎県宮崎市） - 内海駅（宮崎県宮崎市） - 飫肥駅（宮崎県日南市） - 油津駅（宮崎県日南市）（1泊） - 榎原駅（宮崎県日南市） - 志布志駅（鹿児島県志布志市） | - 九州旅客鉄道・宮崎空港線 （宮崎 - 南宮崎） - 九州旅客鉄道・日南線 （南宮崎 - 志布志） | - 宮崎駅で日本で8両しか造られなかった 国鉄713系電車に乗る | - 小玉醸造（飫肥駅） ※焼酎 - 京屋酒造（油津駅） ※焼酎 - 井上酒造（榎原駅） ※焼酎 |
| 20     | 4月24日                          | 春・京都丹後鉄道を呑む!                                                 | - 福知山駅（京都府福知山市） - 天橋立駅（京都府宮津市） - 西舞鶴駅（京都府舞鶴市） - 宮津駅（1泊）（京都府宮津市） - 与謝野駅（京都府与謝郡与謝野町） - かぶと山駅（京都府京丹後市） - 久美浜駅（京都府京丹後市） - 豊岡駅（兵庫県豊岡市） | - 京都丹後鉄道・宮福線 （福知山 - 宮津） - 京都丹後鉄道・宮舞線（宮津 - 西舞鶴） - 京都丹後鉄道・宮豊線（宮津 - 豊岡） | - 加悦鉄道で使用された列車が 展示された加悦SL広場へ ※加悦SL広場は2020年3月末で閉鎖 | - 向井酒造（伊根町） ※日本酒 - 木下酒造（かぶと山・久美浜町） ※日本酒 |
| EX1    | 8月29日                          | 総集編                                                                  | | | | |
| 21     | 11月27日                         | 秋、関東鉄道、 真岡鐵道を吞む!                                          | - 取手駅（茨城県取手市） - 水海道駅（茨城県常総市） - 石下駅（茨城県常総市） - 下館駅（茨城県筑西市）（1泊） - 友部駅（茨城県笠間市） - 真岡駅（栃木県真岡市） - 益子駅（栃木県芳賀郡益子町） - 茂木駅（栃木県芳賀郡茂木町） | - 関東鉄道・常総線（取手 - 下館） - 東日本旅客鉄道・水戸線（下館 - 友部） - 真岡鐵道（下館 - 茂木） | - 戦前に茂木 - 長倉間を繋ぐ予定だった 未成線の国鉄・長倉線のあとを歩く | - 野村醸造（石毛駅・常総市） ※日本酒 - 須藤本家（友部駅・笠間市） ※日本酒 - 外池酒造店（益子駅・益子町） ※日本酒                                                                                                |
| 2021年 |                                  |                                                                         | | | | |
| EX2    | 3月6日                           | 総集編パート2                                                           | | | | |
| 22     | 4月30日                          | 春、秩父鉄道を吞む!                                                     | - 羽生駅（埼玉県羽生市） - 新郷駅（埼玉県羽生市） - 大麻生駅（埼玉県熊谷市） - 武川駅（埼玉県深谷市） - 小川町駅（埼玉県比企郡小川町） - 秩父駅（埼玉県秩父市）（1泊） - 寄居駅（埼玉県大里郡寄居町） - 皆野駅（埼玉県秩父郡皆野町） - 上長瀞駅（埼玉県秩父郡長瀞町） - 三峰口駅（埼玉県秩父市） | - 秩父鉄道・秩父本線 （羽生 - 三峰口） - 東武鉄道・ 東武東上線 （寄居 - 小川町） | - 武川駅で貨物専用線の三ヶ尻線の 貨物列車を見る - 秩父市で廃線になった貨物専用線を見る | - 南陽醸造（新郷駅） ※日本酒 - 武蔵鶴酒造（小川町駅） ※日本酒 - 松岡醸造（小川町駅） ※日本酒 - 晴雲酒造（小川町駅） ※日本酒 - 武甲酒造（秩父駅） ※日本酒 - ベンチャーウイスキー秩父蒸溜所 （皆野駅）※ウイスキー |
| EX3    | 8月27日                          | 夏の特別編                                                              | | | | |
| 23     | 12月17日                         | 秋、宗谷本線を呑む!                                                     | - 旭川駅（北海道旭川市） - 名寄駅（北海道名寄市） - 美深駅（北海道中川郡美深町） - 音威子府駅（北海道中川郡 音威子府村）（1泊） - 雄信内駅（北海道天塩郡幌延町） - 南幌延駅（北海道天塩郡幌延町） - 豊富駅（北海道天塩郡豊富町） - 稚内駅（北海道稚内市） | - 北海道旅客鉄道・ 宗谷本線 （旭川 - 稚内） | - 名寄で、廃線になった名寄本線の 中名寄駅を見る - 名寄で、廃線になった深名線の 天塩弥生駅跡地を訪ねる - 美深で、廃線になった美幸線の終点、 仁宇布駅の観光用トロッコを訪ねる - 3月に廃駅になった旧・安牛駅を訪ねる                                                   | - 美深白樺ブルワリー（美深駅） ※地ビール |
| 2022年 |                                  |                                                                         | | | | |
| 24     | 3月12日                          | がんばれ東北・ 三陸鉄道を呑む! （89分スペシャル）                       | - 久慈駅（岩手県久慈市） - 陸中宇部駅（岩手県久慈市） - 十府ヶ浦海岸駅（岩手県九戸郡野田村） - 田老駅（岩手県宮古市） - 新田老駅 （岩手県宮古市） - 宮古駅（岩手県宮古市）（1泊） - 織笠駅（岩手県下閉伊郡山田町） - 岩手船越駅（岩手県下閉伊郡山田町） - 釜石駅（岩手県釜石市）（1泊） - 小佐野駅（岩手県釜石市） ※東日本旅客鉄道 - 吉浜駅（岩手県大船渡市） - 恋し浜駅（岩手県大船渡市） - 陸前赤崎駅（岩手県大船渡市） - 盛駅（岩手県大船渡市） | - 三陸鉄道（久慈 - 盛） - 東日本旅客鉄道・釜石線（釜石 - 小佐野） | - 釜石市で、廃線になった釜石鉄道の カルバート橋を見る - 大船渡市で、貨物専用線の岩手開発鉄道の 赤崎駅を訪ねる | - 福来酒造（陸中宇部駅） ※日本酒 - 菱屋酒造（宮古駅） ※日本酒 - 浜千鳥 （小佐野駅） - 酔仙酒造（盛駅） ※日本酒                                                                                                  |
| 25     | 4月30日                          | 春・鳥取の鉄道を呑む!                                                   | - 上郡駅（兵庫県赤穂郡上郡町） - 郡家駅（鳥取県八頭郡八頭町） - 若桜駅（鳥取県八頭郡若桜町） - 鳥取駅（鳥取県鳥取市） - 倉吉駅（鳥取県倉吉市）（1泊） - 御来屋駅（鳥取県西伯郡大山町） - 伯耆大山駅（鳥取県米子市） - 岸本駅（鳥取県西伯郡伯耆町） - 米子駅（鳥取県米子市） - 境港駅（鳥取県境港市） | - 智頭急行（上郡 - 智頭） - 西日本旅客鉄道・因美線（智頭 - 鳥取） - 若桜鉄道（郡家 - 若桜） - 西日本旅客鉄道・山陰本線（鳥取 - 米子） - 西日本旅客鉄道・伯備線（伯耆大山 - 岸本） - 西日本旅客鉄道・境線（米子 - 境港） | - 倉吉からバスで廃線になった 倉吉線を訪ねる | - 太田酒造場（若桜駅） ※日本酒 - 中川酒造（鳥取駅） ※日本酒 - ビアホフ ガンバリウス （岸本駅）※地ビール |
| 26     | 7月30日                          | サンライズ＆ 四国の鉄道を呑む! （89分スペシャル）                       | - 東京駅（東京都千代田区） - 高松駅（香川県高松市） - 高松築港駅（香川県高松市） - 瓦町駅（香川県高松市） - 徳島駅（徳島県徳島市） - 池谷駅（徳島県鳴門市） - 鳴門駅（徳島県鳴門市）（1泊） - 桑野駅（徳島県阿南市） - 木岐駅（徳島県海部郡美波町） - 田井ノ浜駅（徳島県海部郡美波町） - 阿波海南駅（徳島県海部郡海陽町） - 海の駅東洋町（高知県安芸郡東洋町）                                                                                     | - 東日本旅客鉄道・東海道線 （東京 - 熱海） - 東海旅客鉄道・東海道線 （熱海 - 米原） - 西日本旅客鉄道・琵琶湖線 - 山陽本線 （米原 - 岡山） - 四国旅客鉄道・瀬戸大橋線（岡山 - 高松） - 高松琴平電気鉄道・高松琴平電気鉄道長尾線 （高松築港 - 瓦町） - 四国旅客鉄道・高徳線（高松 - 徳島） - 四国旅客鉄道・鳴門線（池谷 - 鳴門） - 四国旅客鉄道・牟岐線（徳島 - 阿波海南） - 阿佐海岸鉄道（阿波海南 - 海の駅東洋町） | - 鳴門の渦潮を見に行って、 大鳴門橋の下に四国新幹線の ために造られたトンネルを発見する | - 勢玉（徳島駅）※日本酒 - 本家松浦酒造場（池谷駅） ※日本酒 - 津乃峰酒造（桑野駅） ※日本酒 |
| 27     | 9月17日（4K） 9月18日（BSP）     | 夏・室蘭本線＆ 日高本線を呑む!                                          | - 岩見沢駅（北海道岩見沢市） - 古山駅（北海道夕張郡由仁町） - 苫小牧駅（北海道苫小牧市）（1泊） - 鵡川駅（北海道勇払郡むかわ町） - 登別駅（北海道登別市） - 室蘭駅（北海道室蘭市） - 東室蘭駅（北海道室蘭市） - 小幌駅（北海道虻田郡豊浦町） - 洞爺駅（北海道虻田郡洞爺湖町） - 長万部駅（北海道山越郡長万部町） | - 北海道旅客鉄道・室蘭本線 （岩見沢 - 長万部） - 北海道旅客鉄道・日高本線 （苫小牧 - 鵡川） | - 鵡川から廃線になった日高本線の 大狩部駅を訪ねる - 秘境駅ランキング一位の小幌駅に降り立つ | - 馬追蒸溜所（古山駅） ※ワイン、ブランデー - 阪農場（栗山）※どぶろく |
| 28     | 11月25日（BSP） 11月27日（4K）   | 秋・久大本線を呑む!                                                     | - 久留米駅（福岡県久留米市） - 田主丸駅（福岡県久留米市） - 夜明駅（大分県日田市） - 今山駅（大分県日田市） - 宝珠山駅（福岡県東峰村） - 日田駅（大分県日田市） （1泊） - 豊後森駅（大分県玖珠町） - 由布院駅（大分県由布市） - 大分駅（大分県大分市） | - 九州旅客鉄道・久大本線 （久留米 - 大分） - 九州旅客鉄道・日田彦山線 （夜明 - 宝珠山）※徒歩 | - 夜明駅から バス・ラピッド・トランジット化直前の 日田彦山線の駅を訪ねる - 豊後森駅からタクシーで 旧国鉄・宮原線の廃線跡 幸野川橋梁へ | - 紅乙女酒造（田主丸駅） ※ごま焼酎 - 巨峰ワイナリー（田主丸駅） ※ワイン - 老松酒造（今山駅） ※麦焼酎 - 薫長酒造（日田駅） ※日本酒                                                                               |
| 2023年 |                                  |                                                                         | | | | |
| 29     | 3月12日（BSP） 4月2日（4K）      | 冬・長野の鉄道を呑む!                                                   | - 軽井沢駅（長野県軽井沢町） - 小諸駅（長野県小諸市） - 上田駅（長野県上田市） （1泊） - 別所温泉駅（長野県上田市） - 中野駅（長野県上田市） - 篠ノ井駅（長野県長野市） - 姨捨駅（長野県千曲市） - 長野駅（長野県長野市） - 須坂駅（長野県須坂市） - 小布施駅（長野県小布施町） - 豊野駅（長野県長野市） - 妙高高原駅（新潟県妙高市） | - しなの鉄道・しなの鉄道線 （軽井沢 - 長野） - 上田電鉄・別所線 （上田 - 別所温泉） - 東日本旅客鉄道・篠ノ井線 （篠ノ井 - 姥捨） - 東日本旅客鉄道・信越本線 （篠ノ井 - 長野） - 長野電鉄（長野 - 小布施） - しなの鉄道・北しなの線 （豊野 - 妙高高原） | - 日本三大車窓の一つ、 JR篠ノ井線の姨捨駅へ行く - 長野電鉄で、 元小田急ロマンスカー（10000系）の 展望列車に乗る - 須坂駅で、 2023年3月限りで廃車となる 長野電鉄3500形 （営団地下鉄3000系）電車を見る                                                                | - 大塚酒蔵（小諸駅）※日本酒 - 若林醸造（中野駅）※日本酒 - 枡一市村酒造場（小布施駅） ※日本酒 |
| 30     | 5月1日（BSP）（4K）              | 春・きのくに線、 紀州鉄道を呑む! ※語り：星麻琴                          | - 和歌山市駅（和歌山県和歌山市） - 和歌山駅（和歌山県和歌山市） - 藤並駅（和歌山県有田川町） - 御坊駅（和歌山県御坊市） - 西御坊駅（和歌山県御坊市） - 南部駅（和歌山県みなべ町） - 紀伊田辺駅（和歌山県田辺市） （1泊） - 串本駅（和歌山県串本町） - 紀伊姫駅（和歌山県串本町） - 那智駅（和歌山県那智勝浦町） - 新宮駅（和歌山県新宮市） | - 西日本旅客鉄道・紀勢本線 （和歌山市 - 新宮） - 紀州鉄道（御坊 - 西御坊） | - 和歌山駅から乗った特急くろしお （JR西日本283系電車）は、 オーシャンアローと呼ばれ 日本で18両しか製造されなかった - 平成14年に廃線となった 有田鉄道の終点、 金屋口駅へ行き、動態保存されている レールバスに乗る                                                    | - 世界一統（和歌山市駅） ※日本酒 - 高田果園（南部駅）※梅酒 - 尾﨑酒蔵（新宮駅）※日本酒 |
| 31     | 7月29日（BSP）（4K）             | 全線運転再開記念! 只見線を呑む! （89分スペシャル） ※語り：壇蜜          | - 会津若松駅（福島県会津若松市） - 会津坂下駅（福島県会津坂下町） - 根岸駅（福島県会津美里町） - 会津柳津駅（福島県柳津町） （1泊） - 早戸駅（福島県会津三島町） - 会津川口駅（福島県金山町） - 只見駅（福島県只見町） （1泊） - 越後須原駅（新潟県魚沼市） - 大白川駅（新潟県魚沼市） - 小出駅（新潟県魚沼市） | - 東日本旅客鉄道・只見線 （会津若松 - 小出） | - 只見線で使用される （JR東日本キハE120形気動車）は、 ＪＲ東日本で8両しか 製造されなかった希少な車両 - 2013年に廃駅となった 旧・田子倉駅へタクシーで向かう | - 廣木酒造本店（会津坂下駅） ※日本酒 - 新鶴ワイナリー（根岸駅） ※ワイン - 花泉酒造（会津川口） ※日本酒 - ねっか蒸留所（只見） ※米焼酎 - 玉川酒造（越後須原） ※日本酒                                            |
| 32     | 9月25日（BSP）（4K）             | 夏、富山地方鉄道、 黒部峡谷鉄道を呑む! ※語り：星麻琴                    | - 富山駅（富山県富山市） - 東岩瀬駅（富山県富山市） - 電鉄富山駅 （富山県富山市） - 稲荷町駅（富山県富山市） - 上市駅（富山県上市町） - 新魚津駅（富山県魚津市） （1泊） - 電鉄石田駅（富山県黒部市） - 電鉄黒部駅（富山県黒部市） - 宇奈月温泉駅（富山県黒部市） - 宇奈月駅（富山県黒部市） - 鐘釣駅（富山県黒部市） - 欅平駅（富山県黒部市） | - 富山地方鉄道・富山港線 （富山 - 東岩瀬） - 富山地方鉄道・富山地方鉄道本線 （電鉄富山 - 宇奈月温泉） - 黒部峡谷鉄道・（宇奈月 - 欅平） | - 富山地方鉄道・富山港線で LRT（Light Rail Transit） の車両に乗車 - 富山地方鉄道の 稲荷町テクニカルセンターにて、 京阪のテレビカーや車輪製造を見る - 黒部峡谷鉄道でトロッコ列車に乗車                                                                               | - 枡田酒造店（東岩瀬） ※日本酒 - 皇国晴酒造（電鉄石田） ※日本酒 |
| 33     | 11月13日（BSP）（4K）            | 秋、根室本線を呑む! ※語り：星麻琴                                       | - 滝川駅（北海道滝川市） - 上芦別駅（北海道芦別市） - 芦別駅 （北海道芦別市） - 富良野駅 （北海道富良野市） - 東鹿越駅（北海道南富良野町） - 幾寅駅（北海道南富良野町） - 落合駅（北海道南富良野町） - 新得駅（北海道新得町） （1泊） - 帯広駅（北海道帯広市） - 池田駅（北海道池田町） - 釧路駅（北海道釧路市） | - 北海道旅客鉄道・根室本線 （滝川 - 釧路） | - 上芦別で、炭鉱鉄道だった 三井芦別鉄道の文化財に指定されている 炭山川橋梁を見る - 根室本線で2024年春に廃線となる区間、 富良野 - 新得まで乗車 ※東鹿越 - 新得はバス - 旧・国鉄士幌線の廃線跡である タウシュベツ川橋梁を再訪する                                      | - 唯我独尊の地ビール（富良野） ※地ビール - 上川大雪酒造の碧雲蔵（帯広） ※日本酒 - 池田ワイン城（池田） ※ワイン                                                                                                  |
| 2024年 |                                  |                                                                         | | | | |
| EX4    | 3月4日（BSP4K） 3月8日（BS）     | 特別編 音楽たっぷり スペシャル! ※語り：壇蜜                             | | | | |
| 34     | 5月2日（BSP4K） 5月7日（BS）     | 春、予讃線、 伊予鉄道を呑む！ ※語り：壇蜜                               | - 今治駅（愛媛県今治市） - 伊予北条駅（愛媛県今治市） - 松山駅 （愛媛県松山市） - 道後温泉駅（愛媛県松山市） - 松山市駅（愛媛県松山市） - 郡中港駅（愛媛県伊予市） - 伊予市駅（愛媛県伊予市） - 伊予大洲駅（愛媛県大洲市）） （1泊） - 内子駅（愛媛県内子町）） - 八幡浜駅（愛媛県八幡浜市） - 卯之町駅（愛媛県西予市） - 宇和島駅（愛媛県宇和島市）                                                                                               | - 四国旅客鉄道・予讃線 （今治 - 宇和島） - 伊予鉄道・松山市内線（路面電車） （松山市駅前 - 道後温泉） - 伊予鉄道・松山市内線（路面電車） （道後温泉 - 松山市駅前） - 伊予鉄道・郡中線 （松山市駅 - 郡中港） | - 伊予鉄・松山市内線で1951年から 松山市内を走る伊予鉄道モハ50形電車 に乗車 - 伊予鉄・郡中線で 京王電鉄の京王3000系電車、 を譲渡された車両に乗車 - 予讃線で国鉄キハ32形気動車に乗車 - 予讃線でキハ185系特急形気動車に 普通車として乗車                               | - 桜うづまき酒造（伊予北条） ※日本酒 - 天神村醸造所（内子） ※ラム酒 - 宇都宮酒造（卯之町） ※日本酒 |
| 35前   | 8月8日（BSP4K） 8月13日（BS）    | 五能線、津軽鉄道を 呑む! （東能代〜鰺ヶ沢編） ※語り：壇蜜               | - 東能代駅（秋田県能代市） - 東八森駅（秋田県八峰町） - 岩館駅（秋田県八峰町） - 十二湖駅（青森県深浦町） - 深浦駅（青森県深浦町） （1泊） - 千畳敷駅（青森県深浦町） - 驫木駅（青森県深浦町） - 鰺ヶ沢駅（青森県鰺ヶ沢町）） | - 東日本旅客鉄道・五能線 （東能代 - 鰺ヶ沢） | - リゾートしらかみ「青池編成」に乗車 - 秘境駅と言われる「驫木駅」で下車 | - 山本酒造店（秋田・東八森） ※日本酒 - 尾崎酒造（青森・鰺ヶ沢） ※日本酒 |
| 35後   | 8月15日（BSP4K） 8月20日（BS）   | 五能線、津軽鉄道を 呑む! （鰺ヶ沢〜川部編） ※語り：壇蜜                 | - 鰺ヶ沢駅（青森県鰺ヶ沢町）） - 木造駅（青森県五所川原市）） - 五所川原駅（青森県五所川原市） （1泊） - 金木駅（青森県金木町） - 陸奥鶴田駅（青森県鶴田町） - 川部駅（青森県田舎館村） | - 東日本旅客鉄道・五能線 （鰺ヶ沢ｰ川部） - 津軽鉄道 （五所川原ｰ金木） | - リゾートしらかみ「くまげら編成」に乗車 - 巨大な遮光器土偶のオブジェで有名な 木造駅で下車 - 津軽鉄道で日本で唯一現役の腕木式信号機 - 津軽鉄道のスタフ閉塞、 タブレット閉塞の交換を見る                                                                             | - モホドリ蒸溜研究所 （青森・五所川原） ※リンゴのブランデー - 竹浪酒造店（青森・つがる市） ※日本酒 ※2024年秋に青森・板柳に移転 - 三浦酒造（青森・弘前） ※日本酒                                                 |
| 36     | 10月10日（BSP4K） 10月15日（BS） | 夏・道南いさりび鉄道、 函館本線を呑む！ ※語り：壇蜜                     | - 木古内駅（北海道木古内町） - 茂辺地駅（北海道北斗市） - 函館駅 (北海道函館市) - 市役所前停留場（北海道函館市） - 駒場車庫前停留場（北海道函館市） - 桔梗駅（北海道函館市） - 大中山駅（北海道七飯町） - 森駅（北海道森町）） （1泊） - 渡島砂原駅（北海道森町） - 大沼駅（北海道七飯町） - 大沼公園駅（北海道七飯町） - 長万部駅（北海道長万部町）                                                                                               | - 道南いさりび鉄道 （木古内 - 函館） - 北海道旅客鉄道・函館本線 （函館 - 長万部） - 函館市電（路面電車） （市役所前 - 駒場車庫前） | - 函館市電の駒場車庫で箱館ハイカラ號 花電車、ササラ電車などを見る - 茂辺地駅で最後のブルートレイン 「北斗星」の静態保存された車両を見る - 函館本線の藤城支線、砂原支線に乗る                                                                                        | - ド・モンティーユ＆北海道 （函館市桔梗） ※ワイン - 箱館醸造（七飯町） ※日本酒 |
| 37     | 12月12日（BSP4K） 12月17日（BS） | 秋・豊肥本線、 南阿蘇鉄道を呑む！ ※語り：壇蜜                           | - 大分駅（大分県大分市） - 緒方駅（大分県豊後大野市） - 宮地駅 (熊本県阿蘇市) - 阿蘇駅（熊本県阿蘇市） - 豊後竹田駅（大分県竹田市） （1泊） - 立野駅（熊本県南阿蘇村） - 高森駅（熊本県高森町） - 熊本駅（熊本県熊本市） | - 九州旅客鉄道・豊肥本線 （大分 - 熊本） - 南阿蘇鉄道 （立野 - 高森） | - 九州横断特急で国鉄キハ185系気動車 に乗る - 豊肥本線の立野〜赤水間で スイッチバックを見る - 国鉄高森線と国鉄高千穂線を 繋ぐ予定だった未成線の 高森トンネルを見る                                                                                                   | - 浜嶋酒造（大分県・豊後大野市） ※日本酒 - 萱島酒類（大分県・竹田市） ※麦焼酎 - 山村酒造（熊本県・高森町） ※日本酒                                                                                              |
| 2025年 |                                  |                                                                         | | | | |
| 38     | 2月27日（BSP4K） 3月4日（BS）    | 冬・ほくほく線、 えちごトキめき鉄道 を呑む！ ※語り：壇蜜                | - 六日町駅（新潟県南魚沼市） - くびき駅（新潟県上越市） - 直江津駅 (新潟県上越市) - 新井駅（新潟県妙高市） - 二本木駅（新潟県妙高市） - 妙高高原駅 (新潟県妙高市） - 直江津駅 (新潟県上越市) （1泊） - 谷浜駅（新潟県上越市) - 筒石駅（新潟県糸魚川市） - 糸魚川駅（新潟県糸魚川市） - 泊駅（富山県朝日町） | - 北越急行・ほくほく線 （六日町 - 直江津） - えちごトキめき鉄道・妙高はねうまライン （直江津 - 妙高高原） - えちごトキめき鉄道・日本海ひすいライン （直江津 - 市振） - あいの風とやま鉄道 （市振 - 泊） | - えちごトキめき鉄道の 直江津車両基地で 国鉄457系電車を見る - 同じく直江津車両基地で 「国鉄オヤ31形客車 （建築限界測定車）」を見る | - 青木酒造（新潟県・南魚沼市） ※日本酒 - 君の井酒造（新潟県・妙高市） ※日本酒 - 千代の光酒造（新潟県・妙高市） ※日本酒 - 田中酒造（新潟県・上越市） ※日本酒 - 加賀の井酒造（新潟県・糸魚川市） ※日本酒          |
| 39     | 5月15日（BSP4K） 5月20日（BS）   | 春・土讃線、 土佐くろしお鉄道 （ごめん・なはり線） を呑む！ ※語り：壇蜜 | - 多度津駅（香川県多度津町） - 琴平駅（香川県琴平町） - 坪尻駅 (徳島県三次市) - 阿波池田駅（徳島県三次市） - 土佐北川駅（高知県大豊町） - 後免駅 (高知県南国市） （1泊） - 奈半利駅 (高知県奈半利町) - 高知駅（高知県高知市) - 土佐久礼駅（高知県土佐町） - 窪川駅（高知県四万十町） | - 四国旅客鉄道・土讃線 （多度津 - 窪川） - 土佐くろしお鉄道・ごめん・なはり線 （後免 - 奈半利） | - 奈半利駅で国の重要文化財に なっている魚簗瀬森林鉄道の 廃線跡を２つ訪ねる。 - 秘境駅ランキングで常に上位の 坪尻駅へ | - 西野金陵（香川県・琴平町） ※日本酒 - 濵川商店（高知県・田野町） ※日本酒 - 西岡酒造（高知県・中土佐町） ※日本酒                                                                                                |